# Cia Löwgren
Cia Löwgren (ou Cecilia Löwgren), née Ingrid Cecilia Maria Hanke le 13 avril 1949 à Solna et morte le 8 avril 2024, est une actrice suédoise active au cinéma et à la télévision entre 1969 et 1975.

## Biographie
En 1969 Cia Löwgren reçoit le prix Chaplin de la meilleure débutante décerné par  l'Institut suédois du film pour son premier rôle au cinéma dans Skottet puis apparaît dans cinq épisodes de la série télévisée Herkules Jonssons storverk. 
En 1972, elle tourne aux côtés de Diana Dors et Christina Lindberg dans Every Afternoon du maître américain de l'érotisme Joseph W. Sarno. En 1975, elle tient la vedette du troisième volet de la série de comédies pornos danoises « du zodiaque » (I Tvillingernes tegn) réalisée par Werner Hedman avec Ole Søltoft et Anne Bie Warburg.

## Filmographie
comme actrice
- 1969 : Skottet (The Shot) de Claes Fellbom : Len
- 1969 : Miss and Mrs Sweden de Göran Gentele : Emma Modig
- 1969 : Herkules Jonssons storverk, série télévisée : Maja-Stina Gustavsson
- 1970 : Som hon bäddar får han ligga (sv) de Gunnar Höglund (en) : la secrétaire
- 1971 : Vill så gärna tro de Gunnar Höglund (en) : Inger
- 1971 : Smoke de Torbjörn Axelman : Annika
- 1972 : Every Afternoon (Swedish Wildcats) de Joseph W. Sarno : Susanna
- 1975 : I tvillingarnas tecken de Werner Hedman : Dolores Rossi

comme assistante de production
- 2004 : Håkan Bråkan & Josef de Erik Leijonborg